# آنا ريتش
آنا ريتش (بالصربية: Ana Rich)‏ هي مغنية صربية، ولدت في 1983.